# Galen (kommun)
Galen är en kommun (town) i Wayne County i den amerikanska delstaten New York med en yta av 155,5 km² och en folkmängd, som uppgår till 4 439 invånare (2000). Det administrativa området har fått sitt namn efter Galenos. Den största orten är Clyde, New York.

## Kända personer från Galen
- William M. Stewart, politiker